# الخادمة (فلم 2010)
الخادمة (بالكورية: 하녀) هو فيلم ميلودراما إثارة كوري جنوبي، من إخراج إم سانغ سو، وبطولة جيون دو يون، لي جونغ جاي، سيو وو ويون يو- جونغ، عرض الفيلم في كوريا الجنوبية في 13 مايو 2010. الفيلم هو إعادة إنتاج لفيلم كيم كي يونغ الذي يحمل نفس الاسم عام 1960. تنافس الفيلم على جائزة السعفة الذهبية في مهرجان كان السينمائي 2010.

## الجوائز والترشيحات
| قائمة الجوائز والترشيحات | قائمة الجوائز والترشيحات                    | قائمة الجوائز والترشيحات            | قائمة الجوائز والترشيحات               | قائمة الجوائز والترشيحات | قائمة الجوائز والترشيحات |
| السنة                    | الجائزة                                     | الفئة                               | المستلم                                | النتيجة                  |                          |
| ------------------------ | ------------------------------------------- | ----------------------------------- | -------------------------------------- | ------------------------ | ------------------------ |
| 2010                     | مهرجان كان السينمائي 2010                   | السعفة الذهبية                      | إيم سانغ سو                            | رُشِّح                      |                          |
| 2010                     | مهرجان غينت السينمائي                       | جائزة جورج ديليرو                   | هونغ جيب كيم                           | فوز                      |                          |
| 2010                     | جوائز تشونسا للفنون السينمائية الثامنة عشرة | أفضل ممثلة مساعدة                   | يون يو- جونغ                           | فوز                      |                          |
| 2010                     | جوائز بيل السينمائي التاسع عشر              | أفضل ممثلة مساعدة                   | يون يو- جونغ                           | فوز                      |                          |
| 2010                     | جوائز الناقوس الكبرى السابع والأربعون       | أفضل فيلم                           | الخادمة                                | رُشِّح                      |                          |
| 2010                     | جوائز الناقوس الكبرى السابع والأربعون       | أفضل مخرج                           | إيم سانغ سو                            | رُشِّح                      |                          |
| 2010                     | جوائز الناقوس الكبرى السابع والأربعون       | أفضل ممثلة                          | جيون دو يون                            | رُشِّح                      |                          |
| 2010                     | جوائز الناقوس الكبرى السابع والأربعون       | أفضل ممثلة مساعدة                   | يون يو- جونغ                           | فوز                      |                          |
| 2010                     | جوائز الناقوس الكبرى السابع والأربعون       | أفضل ممثلة مساعدة                   | سيو وو                                 | رُشِّح                      |                          |
| 2010                     | جوائز الناقوس الكبرى السابع والأربعون       | أفضل تصميم أزياء                    | تشوي سي يون                            | رُشِّح                      |                          |
| 2010                     | جوائز أفلام التنين الأزرق الحادي والثلاثون  | أفضل فيلم                           | الخادمة                                | رُشِّح                      |                          |
| 2010                     | جوائز أفلام التنين الأزرق الحادي والثلاثون  | أفضل مخرج                           | إيم سانغ سو                            | رُشِّح                      |                          |
| 2010                     | جوائز أفلام التنين الأزرق الحادي والثلاثون  | أفضل ممثلة                          | جيون دو يون                            | رُشِّح                      |                          |
| 2010                     | جوائز أفلام التنين الأزرق الحادي والثلاثون  | أفضل ممثلة مساعدة                   | يون يو- جونغ                           | فوز                      |                          |
| 2010                     | جوائز أفلام التنين الأزرق الحادي والثلاثون  | أفضل إخراج فني                      | لي ها جون                              | فوز                      |                          |
| 2010                     | مهرجان سينمنيلا السينمائي الدولي            | أفضل مخرج                           | إيم سانغ سو                            | فوز                      |                          |
| 2010                     | مهرجان سينمنيلا السينمائي الدولي            | أفضل ممثلة مساعدة                   | يون يو- جونغ                           | فوز                      |                          |
| 2010                     | جوائز الفيلم الكوري الثامن                  | أفضل ممثلة                          | جيون دو يون                            | رُشِّح                      |                          |
| 2010                     | جوائز الفيلم الكوري الثامن                  | أفضل ممثلة مساعدة                   | يون يو- جونغ                           | فوز                      |                          |
| 2010                     | جوائز الفيلم الكوري الثامن                  | أفضل ممثلة مساعدة                   | سيو وو                                 | رُشِّح                      |                          |
| 2010                     | جوائز الفيلم الكوري الثامن                  | أفضل إخراج فني                      | لي ها جون                              | رُشِّح                      |                          |
| 2010                     | جوائز الفيلم الكوري الثامن                  | أفضل مؤثرات صوتية                   | لي سانغ جون، كيم سوك وون، بارك جو كانغ | رُشِّح                      |                          |
| 2010                     | جوائز الفيلم الكوري الثامن                  | أفضل موسيقى                         | كيم هونغ جيب                           | رُشِّح                      |                          |
| 2010                     | جوائز نقاد السينما في بوسان الحادية عشرة    | أفضل ممثلة                          | يون يو- جونغ                           | فوز                      |                          |
| 2011                     | جوائز الأفلام الآسيوية الخامس               | أفضل ممثلة                          | جيون دو يون                            | رُشِّح                      |                          |
| 2011                     | جوائز الأفلام الآسيوية الخامس               | اختيار الجمهور للممثلة المفضلة      | جيون دو يون                            | فوز                      |                          |
| 2011                     | جوائز الأفلام الآسيوية الخامس               | أفضل ممثلة مساعدة                   | يون يو- جونغ                           | فوز                      |                          |
| 2011                     | جوائز الأفلام الآسيوية الخامس               | أفضل تصميم أزياء                    | تشوي سي يون                            | رُشِّح                      |                          |
| 2011                     | أسبوع المخرج فانتاسبورتو الحادي والثلاثون   | جائزة مانويل دي أوليفيرا لأفضل فيلم | الخادمة                                | فوز                      |                          |
| 2011                     | أسبوع المخرج فانتاسبورتو الحادي والثلاثون   | أفضل ممثل                           | لي جونغ جاي                            | فوز                      |                          |
| 2011                     | أسبوع المخرج فانتاسبورتو الحادي والثلاثون   | أفضل ممثلة                          | جيون دو يون                            | فوز                      |                          |
| 2011                     | جوائز سيول للفنون والثقافة الثانية          | أفضل ممثلة                          | جيون دو يون                            | فوز                      |                          |
| 2011                     | جوائز ماكس السينمائي الثامن                 | أفضل ممثلة                          | يون يو- جونغ                           | رُشِّح                      |                          |
| 2011                     | جوائز ماكس السينمائي الثامن                 | أفضل ممثلة مساعدة                   | يون يو- جونغ                           | فوز                      |                          |

## روابط خارجية
- مقالات تستعمل روابط فنية بلا صلة مع ويكي بيانات